# Der Geschmack der Kirsche
Der Geschmack der Kirsche (persisch طعم گيلاس, Ta'm-e gīlās; französisch Le Goût de la cerise)  ist ein iranisch-französischer Spielfilm aus dem Jahr 1997. Regisseur Abbas Kiarostami erzählt in diesem von einem Mann mittleren Alters, der auf der Suche nach einer Person ist, die ihm bei seinem Suizid behilflich sein würde.

## Handlung
Herr Badii fährt mit dem Auto durch die Randgebiete Teherans und spricht mehrere arm erscheinende Leute darauf an, ob sie eine Arbeit für ihn erledigen würden, die innerhalb kurzer Zeit und mit nur wenig Aufwand viel Geld einbringen würde. Weil er nur ungern oder gar nicht verrät, um was für eine Arbeit es sich handelt, weil er möglichst viel über sein Gegenüber herausfinden will und weil er dabei recht aufdringlich ist, sind die Leute misstrauisch und manche denken, er wolle sie für sexuelle Dienste bezahlen. Badii will sich das Leben nehmen und hat dafür auf einer Landschaft außerhalb der Stadt ein Grab geschaufelt. Allerdings soll jemand das Grab mit Erde zudecken oder, falls Badii es sich anders überlegt, ihn aus dem Grab herausholen.
Drei Männer nimmt Badii in seinem Auto mit: einen kurdischen Soldaten, der vor ihm wegläuft, als er ihm von der Arbeit erzählt; einen afghanischen Seminaristen, der es aus religiöser Überzeugung ablehnt, ihm zu helfen, sowie den aserbaidschanischen Tierpräparator Bagheri, der ihn zwar von seinem Vorhaben abbringen will – er erzählt davon, dass er einen eigenen Suizidversuch verworfen hat, als er eine Kirsche gegessen hat –, ihm aber schließlich helfen will, weil er das Geld für sein krankes Kind benötigt.
In der Nacht kommt ein Gewitter auf und Badii fährt zu seinem Grab, in das er sich hineinlegt.
Am Ende wird mit Camcorder aufgenommenes Filmmaterial gezeigt, das die Mitarbeiter an Der Geschmack der Kirsche während des Drehs auf der nun grünen Landschaft bei Badiis Grab zeigt.

## Stil
Der minimalistische Film arbeitet mit überdurchschnittlich langen Einstellungen, Plansequenzen, was ihm einen „extrem langsamen Erzählrhythmus“ verleiht. Beispielsweise besteht der größte Teil der ersten 20 Minuten aus einer Einstellung, in der Badii beim Autofahren gezeigt wird. Diese kommt im Laufe des Films, etwa wenn Badii wieder einen Mann in seinem Auto mitnimmt, wieder. Ebenso wiederkehrend sind lange Einstellungen, die Badiis Auto beim Fahren auf der Landschaft in Richtung seines Grabes zeigen.
Die Hauptfigur wird psychologisch nicht charakterisiert. Ob sie stirbt und warum sie sterben will, bleibt unklar. Das „Seelenleben des Protagonisten“ spiegle sich „ausschließlich in der kargen Landschaft“, so der film-dienst.

## Veröffentlichungen
Der Film hatte seine Uraufführung im Mai 1997 bei den Internationalen Filmfestspielen von Cannes, wo er aufgrund von Problemen mit der Zensur in seinem Produktionsland und nach Bemühungen französischer und anderer iranischer Filmemacher in letzter Minute in der Wettbewerbssektion gezeigt wurde. Die Jury zeichnete den Film gemeinsam mit Shōhei Imamuras Der Aal mit der Goldenen Palme aus.
Die Goldene Palme brachte dem Film vermehrte Aufmerksamkeit ein, wodurch Kinostarts in zahlreichen Ländern folgten: in Frankreich und Italien wurde er über 160.000 bzw. 115.000 mal gesehen, in Deutschland, wo er am 16. Juli 1998 anlief, dagegen nur etwa 30.000 mal.
1999 wurde der Film als Teil der renommierten Criterion Collection in den Vereinigten Staaten auf DVD veröffentlicht.

## Rezeption
Der Großteil der Kritiker nahm den Film positiv auf, darunter auch der film-dienst. Der Film setze „die Bereitschaft des Zuschauers zur gedanklichen und emotionalen Mitarbeit“ voraus und reflektiere „die Entscheidungsfreiheit des Menschen“ ebenso wie „er sich vehement für das Leben“ einsetze.
Vereinzelt wurde der Film äußerst negativ bewertet, so etwa vom prominenten Filmkritiker Roger Ebert, der ihn als „unerträglich langweilig“ bezeichnete. Andreas Kilb schrieb in der Zeit anlässlich der Vergabe der Goldenen Palme, Kiarostami habe schon „spannendere“ Werke wie Wo ist das Haus meines Freundes? und „schlüssigere“ wie Quer durch den Olivenhain gedreht.